# Skänninge rådhus
Skänninge rådhus ligger vid Stora Torget mitt i Skänninges gamla stadskärna i Mjölby kommun.
Byggnaden uppfördes år 1770 efter ritningar av arkitekten Carl Fredrik Adelcrantz. Som brukligt var hyste rådhuset såväl stadens styrande som dömande myndigheter samt ett häkte. Det har även bland annat inrymt skola, polisstation, brandstation och telegrafexpedition.
Vid en ombyggnad 1917 under arkitekt Carl Westmans ledning fick huset sitt nuvarande utseende. Det blev byggnadsminne i Östergötlands län år 1968.
Numera finns i rådhuset museum och turistbyrå.

## Elefantupploppet i Skänninge
Jean Baptiste Gautier tog in en elefant i rådhuset i augusti 1806 och besökare kunde betala för att få se elefanten. Under dagen utbröt slagsmål utanför rådhuset där det blev hot om att bränna ned hela staden, under slagsmålet blev personerna i rådhuset inlåsta medan stenar kastades in genom fönstren. Stämningen blev så eskalerad så att militär blev inkallad.

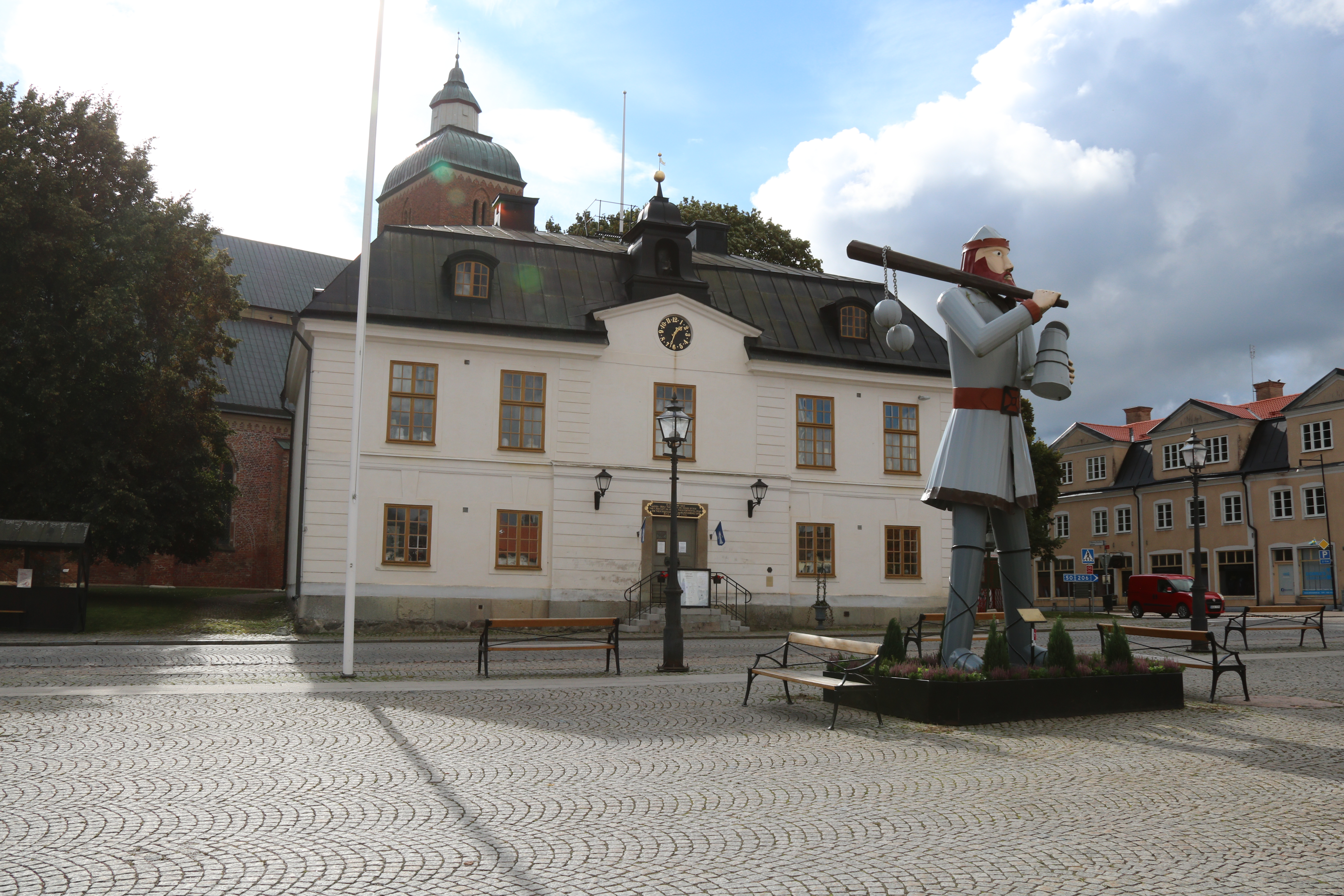
Rådhuset i Skänninge, september 2022